# 乌克兰财政部
乌克兰财政部（烏克蘭語：Міністерство фінансів України）是乌克兰政府中一個負責负责制定和实施国家财政、预算、海关、投資和税收政策的部門，它成立於1991年。乌克兰国家财政局是它的下屬機構。